# ピーター・ベンチリー
ピーター・ベンチリー（Peter Benchley, 1940年5月8日 - 2006年2月11日）は、アメリカ合衆国の作家。小説『ジョーズ』の執筆とその後のスティーヴン・スピルバーグによる映画化作品の大ヒットで最もよく知られる。ベンチリーの執筆作の数編はその後映画化され、その中には『ザ・ディープ』、『アイランド』などが含まれる。

## 生い立ち
ピーター・ベンチリーは作家ナサニエル・ベンチリーとその妻マージョリー（旧姓ブラッドフォード）の息子として1940年にニューヨークで生まれる。祖父のロバート・ベンチリーも作家であり、ピーターはアレン・スティーヴンソン・スクール、フィリップス・エクセター・アカデミーとハーバード大学で学んだ。弟のナット・ベンチリーも作家であり俳優でもあった。
大学卒業後、彼はワシントン・ポストで働く。続いて「ニューズウィーク」誌の編集とホワイトハウスでジョンソン大統領のスピーチ・ライターを務める。
彼は1964年にロング・アイランドで4550ポンドの巨大なホホジロザメが漁師に捕らえられた事件から、リゾート地を恐怖に陥れる巨大ザメの構想を思いついた。
ディスカバリーチャンネルの『実話!映画「ジョーズ」』では、1916年の夏にニュージャージー州で起きたホホジロザメによる海岸や川で泳いでいた人を襲撃した事件がジョーズの元となったとしている。

## 「ジョーズ」
ベンチリーのいくつかの記事を読んだダブルデイ社の編集者トム・コンドンは、彼と小説についての話し合いを持つため昼食に招いた。コンドンはベンチリーが提案したノンフィクションに対して興味を抱かなかったが、海水浴場を脅かすホホジロザメの小説の構想に対して興味を抱いた。そのアイディアは、1960年代にモントークのチャーター船の船長であるフランク・マンダスがロングアイランドやブロックアイランドの沖で捕らえた数匹のホホジロザメからインスパイアされたものであった。コンドンはベンチリーに対し1000ドルの提供を申し入れ、ベンチリーは小説の最初の100ページを提出した。コンドンは最初のページを気に入らず、ベンチリーはそのほとんどを書き直さなければならなかった。ベンチリーは冬までペニントンで暖房会社の階上の部屋で執筆し、夏はストニントンの七面鳥小屋を改装した部屋で執筆した。
『ジョーズ』は1974年に出版されると、ベストセラーのリストに44週間留まるという大成功作となった。スティーヴン・スピルバーグは後に、当初は多くの登場人物に共感できず、サメが勝利することを望んだと語っている。「ローリング・ストーン」誌のマイケル・A・ロジャースなどの評論家はスピルバーグと同様の感情を抱いたが、作品は読者の琴線に触れることとなった。

## 主な著作

### フィクション
- ジョーズ - Jaws (1974)
- ザ・ディープ - The Deep (1976)
- アイランド - The Island (1979)
- 海と少女 - The Girl of the Sea of Cortez (1982)
- 大統領の切り札 - Q Clearance (1986)
- 飲んだくれ - Rummies (1989)
- ビースト - Beast (1991)
- 海棲獣 - White Shark (1994; republished as Creature in 1997)

### ノンフィクション
- 1964:  Time and a Ticket
- 1970:  Life's Tempo on Nantucket
- 1994: Ocean Planet: Writings and Images of the Sea
- 2001: Shark Trouble: True Stories About Sharks and the Sea
- 2002: Shark!: True Stories and Lessons from the Deep
- 2005: Shark Life: True Stories About Sharks and the Sea (with Karen Wojtyla)

## 映像作品
- ジョーズ Jaws（1975年）- 原作・脚本・出演
- ジョーズ2 Jaws2（1978年）- キャラクター創造
- ジョーズ3 Jaws3-D（1983年）- キャラクター創造
- ジョーズ'87 復讐篇 Jaws: The Revenge（1987年）- キャラクター創造
- ザ・ディープ The Deep（1977年）- 原作・脚本
- アイランド The Island（1980年）- 原作・脚本
- 海棲獣 Creature（1998年）- 原作・出演

## 参照
1. ↑  “Peter Benchley”. The Daily Telegraph (London). (2006年2月14日) 2010年5月22日閲覧。
2. ↑  Downie, Robert M. Block Island History of Photography 1870-1960s, page 243, Volume 2,  2008
3. ↑  Hawtree, Christopher. "Peter Benchley: He was fascinated by the sea, but his bestselling novel tapped into a primeval fear of the deep", The Guardian, February 14, 2006. Accessed February 15, 2011. "In 1971, he was asked by Tom Congdon, an editor at the publishers Doubleday, if he had anything in mind for a book, and he pitched this as a "long story"; he produced a hundred pages, and, with a $1000 advance, he reworked it steadily, holing up to do so, during the winter, in a room above the Pennington Furnace Supply Co in Pennington, New Jersey, and, by summer, in an old turkey coop at Stonnington, Connecticut."
4. ↑  Dowling, Stephen (2004年2月1日). “The book that spawned a monster”. BBC News 2009年1月19日閲覧。